# Arenaria merckioides
Arenaria merckioides är en nejlikväxtart som beskrevs av Carl Maximowicz. Arenaria merckioides ingår i släktet narvar, och familjen nejlikväxter. Inga underarter finns listade i Catalogue of Life.